# Grand Prix automobile des Pays-Bas 1973
Résultats du Grand Prix des Pays-Bas de Formule 1 1973 qui a eu lieu sur le circuit de Zandvoort le 29 juillet 1973.

## Qualifications
| Pos | N° | Pilote               | Écurie            | Chrono        | Écart    |
| --- | -- | -------------------- | ----------------- | ------------- | -------- |
| 1   | 2  | Ronnie Peterson      | Lotus-Ford        | 1 min 19 s 47 | —        |
| 2   | 5  | Jackie Stewart       | Tyrrell-Ford      | 1 min 19 s 97 | +0 s 50  |
| 3   | 6  | François Cevert      | Tyrrell-Ford      | 1 min 20 s 12 | +0 s 65  |
| 4   | 7  | Denny Hulme          | McLaren-Ford      | 1 min 20 s 31 | +0 s 84  |
| 5   | 10 | Carlos Reutemann     | Brabham-Ford      | 1 min 20 s 59 | +1 s 12  |
| 6   | 8  | Peter Revson         | McLaren-Ford      | 1 min 20 s 60 | +1 s 13  |
| 7   | 27 | James Hunt           | March-Ford        | 1 min 20 s 70 | +1 s 23  |
| 8   | 24 | Carlos Pace          | Surtees-Ford      | 1 min 21 s 02 | +1 s 55  |
| 9   | 20 | Jean-Pierre Beltoise | BRM               | 1 min 21 s 14 | +1 s 67  |
| 10  | 17 | Jackie Oliver        | Shadow-Ford       | 1 min 21 s 23 | +1 s 76  |
| 11  | 21 | Niki Lauda           | BRM               | 1 min 21 s 43 | +1 s 96  |
| 12  | 19 | Clay Regazzoni       | BRM               | 1 min 21 s 56 | +2 s 09  |
| 13  | 11 | Wilson Fittipaldi    | Brabham-Ford      | 1 min 21 s 82 | +2 s 35  |
| 14  | 28 | Rikky von Opel       | Ensign-Ford       | 1 min 22 s 01 | +2 s 54  |
| 15  | 25 | Howden Ganley        | Iso Marlboro-Ford | 1 min 22 s 10 | +2 s 63  |
| 16  | 1  | Emerson Fittipaldi   | Lotus-Ford        | 1 min 22 s 24 | +2 s 77  |
| 17  | 12 | Graham Hill          | Shadow-Ford       | 1 min 22 s 50 | +3 s 03  |
| 18  | 14 | Roger Williamson     | March-Ford        | 1 min 22 s 72 | +3 s 25  |
| 19  | 22 | Chris Amon           | Tecno             | 1 min 22 s 73 | +3 s 26  |
| 20  | 26 | Gijs van Lennep      | Iso Marlboro-Ford | 1 min 22 s 95 | +3 s 48  |
| 21  | 18 | David Purley         | March-Ford        | 1 min 23 s 09 | +3 s 62  |
| 22  | 16 | George Follmer       | Shadow-Ford       | 1 min 24 s 14 | +3 s 67  |
| 23  | 15 | Mike Beuttler        | March-Ford        | 1 min 24 s 45 | +3 s 98  |
| 24  | 23 | Mike Hailwood        | Surtees-Ford      | 1 min 32 s 33 | +11 s 86 |

## Classement de la course
| Pos  | N° | Pilote               | Voiture           | Tours | Temps/Abandon        | Grille | Points |
| ---- | -- | -------------------- | ----------------- | ----- | -------------------- | ------ | ------ |
| 1    | 5  | Jackie Stewart       | Tyrrell-Ford      | 72    | 1 h 39 min 12 s 45   | 2      | 9      |
| 2    | 6  | François Cevert      | Tyrrell-Ford      | 72    | +15 s 83             | 3      | 6      |
| 3    | 27 | James Hunt           | March-Ford        | 72    | + 1 min 03 s 01      | 7      | 4      |
| 4    | 8  | Peter Revson         | McLaren-Ford      | 72    | + 1 min 09 s 13      | 6      | 3      |
| 5    | 20 | Jean-Pierre Beltoise | BRM               | 72    | + 1 min 13 s 37      | 9      | 2      |
| 6    | 26 | Gijs Van Lennep      | Iso Marlboro-Ford | 70    | + 2 tours            | 20     | 1      |
| 7    | 24 | Carlos Pace          | Surtees-Ford      | 69    | + 3 tours            | 8      |        |
| 8    | 19 | Clay Regazzoni       | BRM               | 68    | + 4 tours            | 12     |        |
| 9    | 25 | Howden Ganley        | Iso Marlboro-Ford | 68    | + 4 tours            | 15     |        |
| 10   | 16 | George Follmer       | Shadow-Ford       | 67    | + 5 tours            | 22     |        |
| 11   | 2  | Ronnie Peterson      | Lotus-Ford        | 66    | Moteur               | 1      |        |
| Nc.  | 12 | Graham Hill          | Shadow-Ford       | 56    | Non Classé           | 17     |        |
| Abd. | 21 | Niki Lauda           | BRM               | 52    | Pompe à essence      | 11     |        |
| Abd. | 23 | Mike Hailwood        | Surtees-Ford      | 52    | Panne électrique     | 24     |        |
| Abd. | 7  | Denny Hulme          | McLaren-Ford      | 31    | Moteur               | 4      |        |
| Abd. | 11 | Wilson Fittipaldi    | Brabham-Ford      | 27    | Accident             | 13     |        |
| Abd. | 22 | Chris Amon           | Tecno             | 22    | Distribution essence | 19     |        |
| Abd. | 10 | Carlos Reutemann     | Brabham-Ford      | 9     | Pneumatique          | 5      |        |
| Abd. | 18 | David Purley         | March-Ford        | 8     | Arrêt volontaire     | 21     |        |
| Abd. | 14 | Roger Williamson     | March-Ford        | 7     | Accident mortel      | 18     |        |
| Abd. | 1  | Emerson Fittipaldi   | Lotus-Ford        | 2     | Pilote épuisé        | 16     |        |
| Abd. | 15 | Mike Beuttler        | March-Ford        | 2     | Panne électrique     | 23     |        |
| Abd. | 17 | Jackie Oliver        | Shadow-Ford       | 1     | Accident             | 10     |        |
| Np.  | 28 | Rikky von Opel       | Ensign-Ford       | 0     | Suspension           | 14     |        |

Légende :
- Abd.=Abandon - Np.=Non partant

## Pole position et record du tour
- Pole position : Ronnie Peterson en 1 min 19 s 47 (vitesse moyenne : 191,438 km/h).
- Tour le plus rapide : Ronnie Peterson en 1 min 20 s 31 au 42e tour (vitesse moyenne : 189,436 km/h).

## Tours en tête
- Ronnie Peterson : 63 (1-63)
- Jackie Stewart : 9 (64-75)

## À noter
- 26e victoire pour Jackie Stewart et nouveau record. Le précédent record de victoires était détenu par Jim Clark depuis le 1er janvier 1968 au GP d'Afrique du Sud.
- 15e victoire pour Tyrrell en tant que constructeur.
- 61e victoire pour Ford-Cosworth en tant que motoriste.
- Décès du jeune espoir britannique Roger Williamson resté prisonnier de sa voiture en feu malgré les efforts désespérés de David Purley pour le sauver. C'était son second départ en Formule 1.